# 戰間期國際外交關係
戰間期國際外交關係影響了這個時代的世界歷史進程，具體影響如下所述。

## 和平與裁軍
1920年代並沒有爆發大規模的戰爭，僅有几场小規模战争，但也都一般在1922年之前结束，而小規模戰爭也没有進一步升級威胁。雖說如此但也有一些例外情况，如1917年到1922年的俄国内战、1919年到1921年的波苏战争、1919年到1922年的希土战争，以及一些内战，如爱尔兰内战。20世紀20年代的人們普遍向往和平，而非戰爭。

### 國際聯盟
旨在实现和平与稳定并解决争端的主要國際机构是1919年成立的国际联盟。由于美国、德国和苏联以及日本的不参与或逐一退出，使得國際聯盟之力量事實上被削弱了；正因如此，國聯无法处理主要国家—特别是日本和意大利的戰爭行為，以及拒绝接受不利的决定。历史学家们一致认为國聯在處理重大争端中是无效的。
一系列的重大國際危機使國際聯盟接近崩潰，最早的一次是日本入侵滿洲。隨後不久，1934到1936年間發生了阿比西尼亞危機，當時，意大利入侵了當時非洲兩個獨立的非洲國家之一的阿比西尼亞；儘管其受到國聯之譴責；而義大利的回應是其退出了國際聯盟。國聯試圖對意大利實施經濟制裁，但無濟於事。這一事件凸顯了法國和英國外交上的弱點，其例證是他們不願意疏遠意大利，使其失去作為對抗希特勒德國的平衡力量。西方大國對其行動的不作為最終將墨索里尼的意大利推向了與希特勒德國的聯盟。阿比西尼亞戰爭向世界展示了聯盟在解決爭端方面的低效性。它在處理西班牙內戰時沒有發揮任何作用。除此之外，聯盟也無法解決涉及歐洲主要國家的其他較小的衝突，如西班牙和摩洛哥分離主義分子之間的里夫戰爭。

### 裁軍
华盛顿会议，又称华盛顿军备会议或华盛顿裁军会议，是由美国总统沃伦·盖玛利尔·哈定召集的一次军事会议，于1921年11月12日至1922年2月6日在华盛顿举行，由国务卿查尔斯·埃文斯·休斯担任主席。会议在国际联盟的主持下进行，有九个国家参加：美国、日本、中国、法国、英国、意大利、比利时、荷兰和葡萄牙，苏联没有被邀请。会议的重点是解决有关太平洋和东亚利益的误解或冲突。主要成就是所有与会者同意的一系列海军裁军协议，这些协议持续了十年。會議的結果為各國簽署了三个主要条约《四国条约》、《五国条约》（《华盛顿海军条约》）、《九国公约》。
英国在其後的限制军备之中起了带头作用。1930年成功签订的《伦敦海军条约》延续了1922年首次规定的大国之间的军舰限制。1922-30年間的条约维护了20世纪20年代的和平，但由于世界局势从1931年开始愈來愈動盪，其諸如此類的裁軍協定也沒有繼續簽署下去。

### 洛迦诺之和平精神
1925年欧洲几个主要大国（不包括苏联）在洛迦诺谈判中达成的七项国际条约大大加强了德国魏玛政府的合法性，为其在1926年恢复大国角色以及加入国际联盟铺平道路，而魏瑪德國也得以在国际联盟理事会中获得了一个永久席位。
《洛迦诺条约》标志着1924年-1930年西欧外交政治气候的巨大变革。这些谈判与条约促进了对追求持续和平的期望，其通常被称为“洛迦诺精神”。当德国在1926年加入国联，以及占领德国莱茵兰地区的协约国军队撤离时，“洛迦诺精神”也就在此时得到具体的体现。
而这种「和平精神」對後來的納粹德國卻全無用處。1936年3月7日，納粹德國派军队进軍萊茵蘭非軍事區，並徹底否定了洛迦诺之精神。

### 非戰公約
1928年所簽署的《凱洛格—白里安公約》源于美国和法国起草的一项提案，該提案與條約提出放棄以戰爭作為國家政策的手段和只能以和平方法解決國際爭端；最後，大多数国家欣然签署，并利用这一机会促进和平外交政策的目标。唯一的问题是，「放棄以戰爭作為國家政策的手段」之戰爭定義為何？雙方存在分歧；法国希望「戰爭」之定义仅限于侵略战争，而美国则坚持认为它应包括所有类型的战争。历史学家哈罗德·约瑟夫森指出，《公约》因其道德主义和條文主义以及对外交政策缺乏影响而受到嘲笑。他认为，它反而导致了美国採用更激進的外交政策。而它的核心条款主要集中於放弃使用战争，促进和平解决争端和集體安全以防止侵略；後來，这些条款被纳入了《联合国宪章》和其他条约。尽管如今，如敘利亞等國内战仍在继续，但自1945年以来，除了中东地区的少数例外，已建立的国家之间的大規模战争已经很少。

### 日內瓦議定
毒气在20世纪20年代成为全世界讨伐的焦点。使用毒氣並不會因此贏得戰鬥，將軍們也討厭他。士兵们对毒氣的憎恨远比子弹與爆炸性炮弹大得多。1918年時，化学炮弹占法国弹药供应的35%，占英国的25%，占美国库存的20%。
1925年，《禁止在戰爭中使用窒息性、毒性或其他氣體和細菌作戰方法的議定書》，簡稱《日内瓦议定书》被大多數國家所接受與生產。

## 歐洲

### 英国

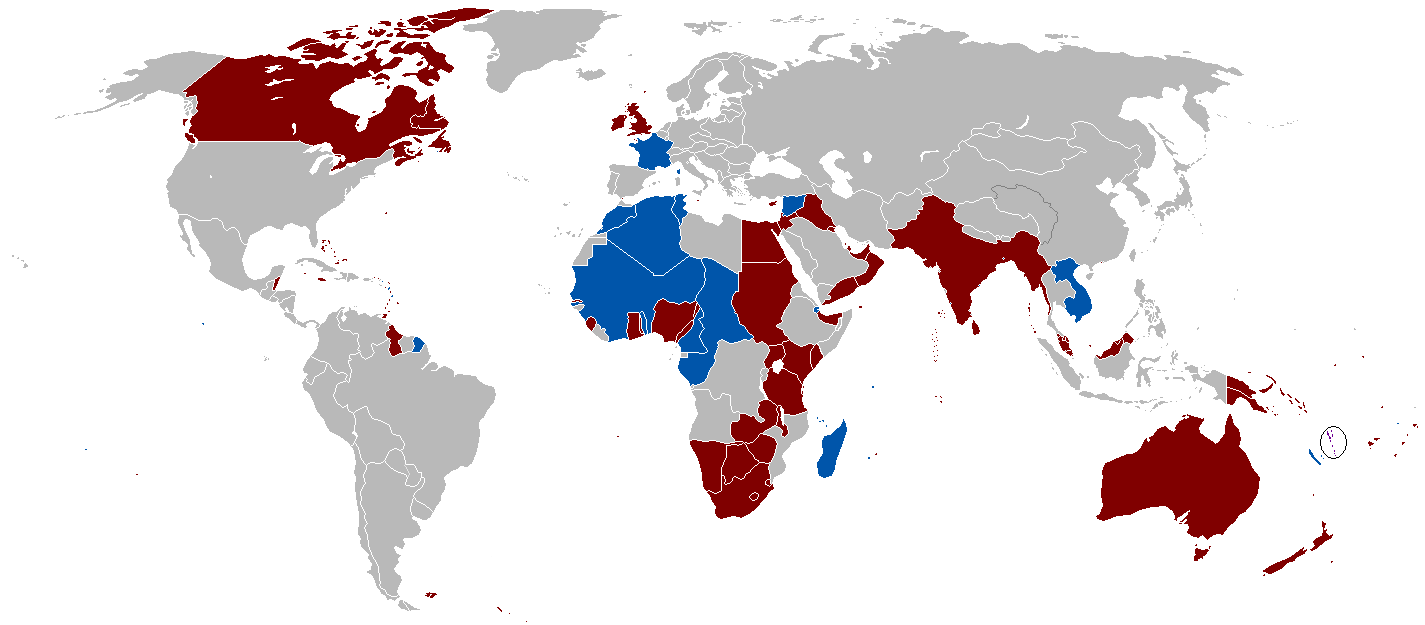
1920年英法两大殖民帝国

一战后，英国是一个多灾多难的巨人，其外受挫并逐渐走向衰弱。20世纪20年代，它在外交上的主导地位大不如前，它经常不得不让位于美国，后者经常行使其财政优势获得外交优势。英国的外交政策主题便是在1919巴黎和会英国首相劳合·乔治上努力缓和法国要求对德国复仇之要求；他最終取得了部分成功，但英国在德国问题上必须反复约束法国。同时，英国也是新成立的国际联盟的积极会员国之一，但是其却不停的在外交事务上受挫。

## 拉丁美洲

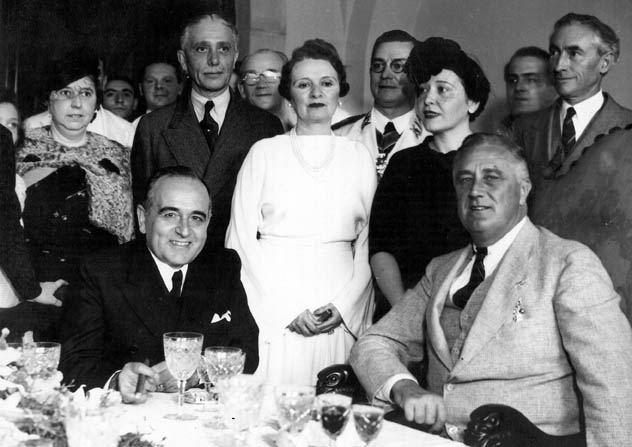
1936年，巴西总统熱圖利奧·瓦加斯（左）与美国总统富兰克林·D·罗斯福（右）会面，希望藉與美國的良好關係威懾阿根廷阻止其進攻

美國於戰間期前後對拉丁美洲實行「睦邻政策」，也就是以經濟與外交手段施壓令其接受美國的霸權。自19世纪90年代以来，美國便一直將拉丁美洲視為自己的勢力範圍。當美國從海地撤軍時，當美國與古巴與巴拿馬的條約結束了兩國為美國保護國的地位後；1933年12月，時任美國總統罗斯福签署了《蒙特維多國家權利義務公約》，公約之中美國放弃了对拉丁美洲国家事务进行单方面干预的权利。其後，美国進一步的废除了普拉特修正案，使古巴免受美国的干預，並取消其在巴拿馬憲法之中的地位。大蕭條對拉丁美洲的經濟產生巨大衝擊，因為大蕭條導致國際市場對原材料需求驟降，其對拉丁美洲各國的出口打擊極大。智利、秘鲁與玻利維亞受打擊最大。大蕭條後，拉丁美洲各國調換經濟政策，轉向進口替代工業化，而他們目標則為建立一個自給自足的經濟；最終將擁有一個屬於自己的工業以及龐大的中產階級，並能免受全球大蕭條波及；而這又會影響美國之利益，當羅斯福政府明白，美國不能反對拉丁美洲各國的經濟轉向—出口型經濟轉向進口替代時，因此，當墨西哥總統拉薩羅·卡德納斯將墨西哥的美國石油公司國有化之時，羅斯福政府實施睦邻政策，沒有武裝介入，墨西哥國有化後，其在前者的基礎上創立墨西哥國家石油公司。

### 巴西
巴西為拉丁美洲面積最大的國家，1930年的巴西爆發的自由主义革命推翻了長期以來借咖啡生產商之經濟與政治影響力行寡頭統治的第一共和國，城市中產階級得以進入統治決策圈，最終促进了工业化和现代化，並积极促进新工业的发展，使经济得以在1933年扭转下滑的局面。
20世紀20年代到30年代期間，由於巴西鄰國阿根廷的外交政策試圖將說葡萄牙語的巴西孤立於周圍說西班牙語的鄰國之中，從而促進阿根廷在拉丁美洲的政治與經濟影響力的擴張。雖說如此，但巴西人們最擔心的是，阿根廷借其強大軍隊之優勢乘機襲擊巴西；而巴西為了防禦阿根廷之威脅，因而其選擇與美國修好關係，以應對其威脅。然而，與此同時，阿根廷卻與巴西相背而行，與軸心國交好。
在第二次世界大戰期間，巴西是美國的堅定盟友與支持者，並成立巴西遠征軍而向歐洲派遣遠征軍隊。相對的，美國提供了超過1億美元的租借贈款，以換取用於將美國士兵和物資運過大西洋的空軍基地的租金，以及用於反潛行動的海軍基地。與此形成鮮明對比的是，阿根廷始終幾乎在二戰中保持中立，甚至有時其立場還傾向德國。

### 邊境糾紛與戰爭
在二十世纪初的拉丁美洲，小规模的边界冲突很常见；但只有一次边境冲突失控，并最终演变成了战争，即1932年-1935年期间爆发的查科战争。两个拉美小国，玻利维亚（拥有220万人口）和巴拉圭（只有90万人口）为争夺大查科地区的控制权进行了艰苦而残酷的战争；大查科地区是一个庞大但长期被忽视的边境地区，而其又在战争爆发前发现了石油，玻利维亚虽拥有重油，但需要巴拉圭控制的河流上的港口来出口石油。玻利维亚用专制的方法组建了一支庞大的、装备精良的军队。然而，它的士兵习惯于高海拔地区，在地势低洼、疾病丛生的查科丛林中变得病怏怏的。而巴拉圭雇佣了许多移民俄罗斯的军官，有更好的计划和后勤保障，在军事上一般来说更成功。在阿根廷和其他四个南美国家调解后促成的和平条约中，巴拉圭获得了约四分之三的争议领土。沮丧的玻利维亚的退伍军人组成了一个政党，并发动了一场政变，其后建立军事独裁统治了三年，直到他们反过来又被下一场政变所推翻。

## 亞洲與非洲

### 埃及
1921年12月，面對埃及民族運動的與暴力活動的開始，在埃及總督艾伦比爵士的建议下，1922年2月28日，英國被迫承認埃及獨立。然而，英國繼續或多或少的保留對新生的埃及王國部分事務的控制權。埃及國王被迫接受來自英國的「指導」，而英國也保留了對蘇伊士運河區的控制，以及苏丹和埃及外交與國防事務的控制權。1936年去世，埃及國王福阿德一世去世，16歲的埃及王儲法魯克國王任新國王。当意大利入侵埃塞俄比亚时，他对第二次意大利-阿比西尼亚战争感到震惊，並在其後签署了《英埃条约》，要求英国在1949年前从埃及撤出所有军队—蘇伊士運河區軍事基地裡的英國軍隊除外。在第二次世界大战期间，英国军队将埃及作为其在整个地区所有盟军行动的主要基地。1947年，駐軍埃及的英軍被迫撤到蘇伊士運河軍事基地；但战后的埃及，其民族主义、反英情绪繼續增長。